# David Nkoua
David Nkoua, född 28 januari 1970, är en friidrottare från Kongo-Brazzaville. Han deltog vid olympiska sommarspelen 1992.